# Hoplolatilus purpureus
Hoplolatilus purpureus es un blanquillo del Pacífico Centro-Occidental perteneciente a la familia Malacanthidae. Crece a un tamaño de 13 centímetros de longitud.